# Anthomyia canningsi
Anthomyia canningsi is een vliegensoort uit de familie van de bloemvliegen (Anthomyiidae). De wetenschappelijke naam van de soort is voor het eerst geldig gepubliceerd in 2001 door Griffiths.